# Природний ландшафт

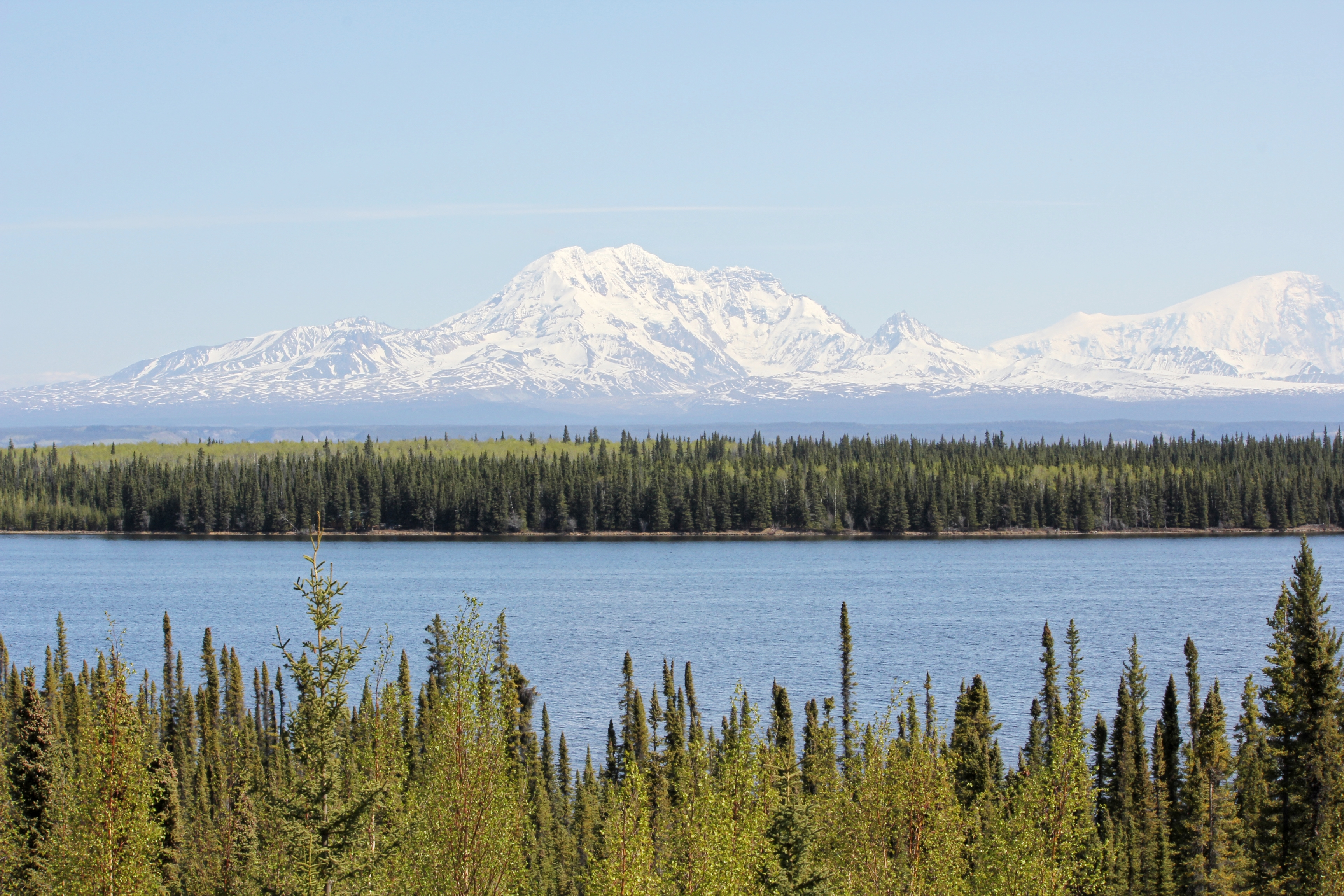
Природний ландшафт

Приро́дний ландша́фт (від нім. Landschaft, вигляд простору, краєвид) — цілісна частина ландшафтної оболонки Землі, що утворилася в результаті складної й тривалої взаємодії основних геокомпонентів планети (гірських порід, води, повітря, біоти) в певних (щоразу специфічних) умовах середовища, і як наслідок — набула характерного вигляду в просторі. Відтак, якщо у загальному розумінні, ландшафт це будь-який простір з характерним виглядом, то у географічному — це простір з характерним виглядом у межах ландшафтної оболонки Землі. Ландшафти мають різні розміри: від невеликих локальних утворень (річкові заплави й тераси, ерозійні яри й балки, гляціальні долини та горби тощо), до геокомплексів регіонального (рівнинні й гірські простори, континенти й океани тощо) й глобального (ландшафтна оболонки Землі) рівня.
Назви природних ландшафтів відбивають їх приналежність до теплових поясів, фізико-географічних зон, рівнин чи гір. За цими ознаками виділяють арктичні, тайгові, мішано-лісові, лісостепові, степові, пустельні, субтропічні, тропічні, екваторіальні, рівнинні та гірські ландшафти.